# Franz Anton Mesmer
Franz Anton Mesmer (helytelenül: Friedrich Anton Mesmer) (Iznang, 1734. május 23. – Meersburg, 1815. március 5.) német orvos; a mesmerizmus néven ismert terápiás rendszere a hipnózis modern gyakorlatának előfutára.
Nézete szerint természetes energiaátvitel valósul meg tárgyak és élőlények között – ezt animális magnetizmusnak (állati delejesség) nevezte, amelyet mesmerizmusnak, illetve néha hipnotizálásnak is hívtak. 
1843-ban James Braid skót orvos javasolta a hipnózis elnevezés alkalmazását egy, az animális magnetizmusból származó, ám attól koncepciójában és hatásában eltérő technikára.
Mesmer személyét ma ellentmondásosan ítélik meg; egyesek sarlatánként, mások a mentális gyógyítás felfedezőjeként, aki messze megelőzte a korát.

## Élete

### Korai évei

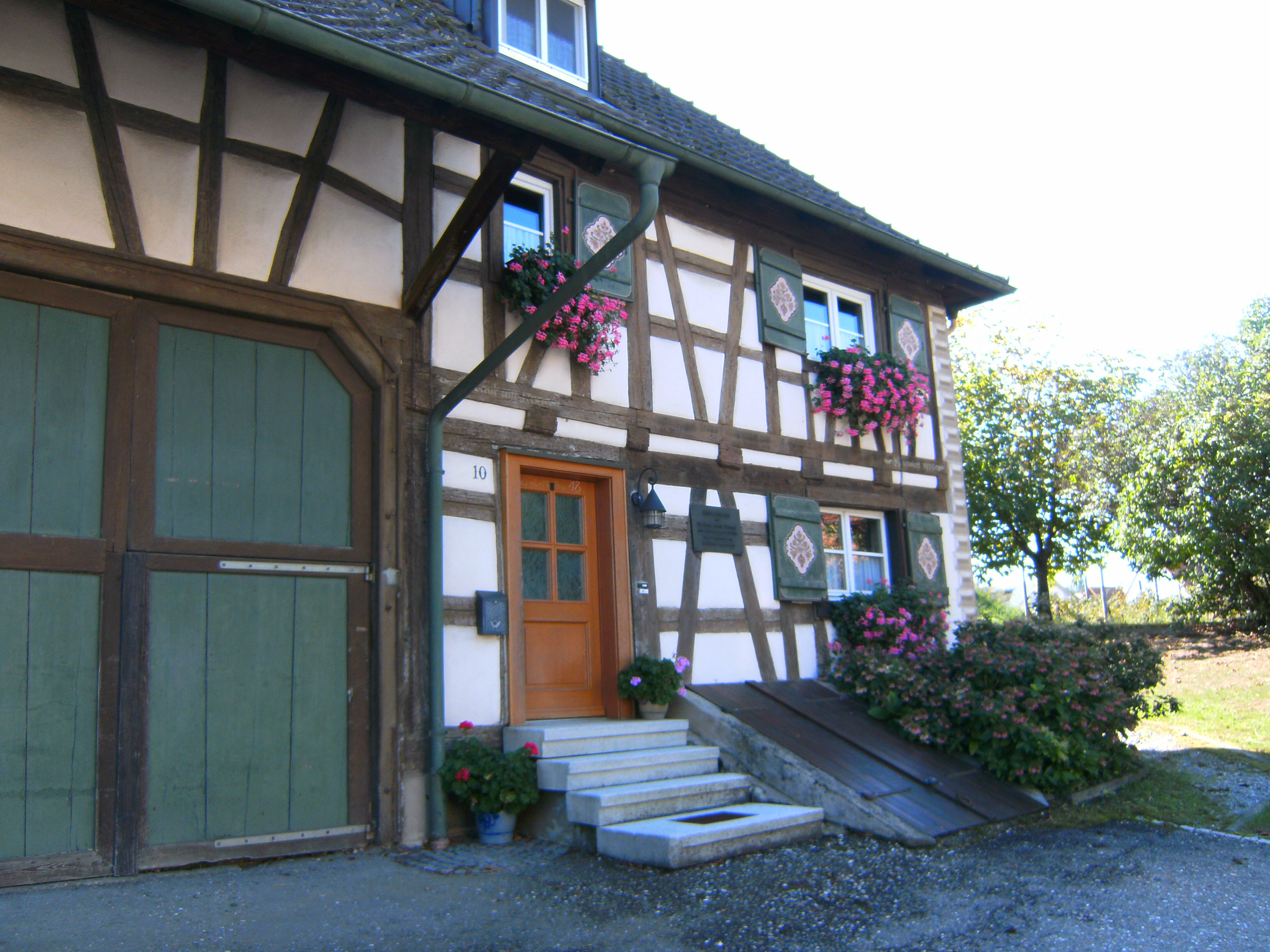
Mesmer szülőháza

A dél-németországi Iznangban született (ma Moos am Bodensee területe) Anton Mesmer (1701-1747), a konstanzi püspök vadőre  és Mária/Ursula Michel (1701-1770) fiaként, kilenc gyermek közül a harmadikként.
A dillingeni és ingolstadti jezsuita egyetemeken folytatott tanulmányai után sem volt benne lelkesedés az egyház iránt  és ezeket követően 1759-ben a Bécsi Egyetemen kezdett el tanulni, először jogot, majd 1760-tól orvostudományt.
1766-ban publikált doktori disszertációja a „De planetarum influxu in corpus humanum” (=„A bolygók hatása az emberi testre”) címet viselte, ugyanis mélyen érdekelte a bolygók lehetséges hatása a betegségekre. Egy jeles angol orvos, Richard Mead munkásságára támaszkodva felvetette, hogy az emberi testben lévő láthatatlan fluidumot a bolygók befolyásolják, ahogyan a hold is az árapályt. 
Nem az orvosi asztrológiát művelte, mely nagyrészt Newton árapályról szóló elméletén nyugodott, hanem egy olyan teóriát fejtett ki, mely szerint az emberi testben is lejátszódnak bizonyos árapály-jelenségek, melyek a Hold- és a Napmozgás hatásának köszönhetők. 
Frank A. Pattie által összegyűjtött bizonyítékok szerint disszertációjában valójában Richard Mead angol fizikus egyik munkáját plagizálta. [forrás?]

### Bécsi évek

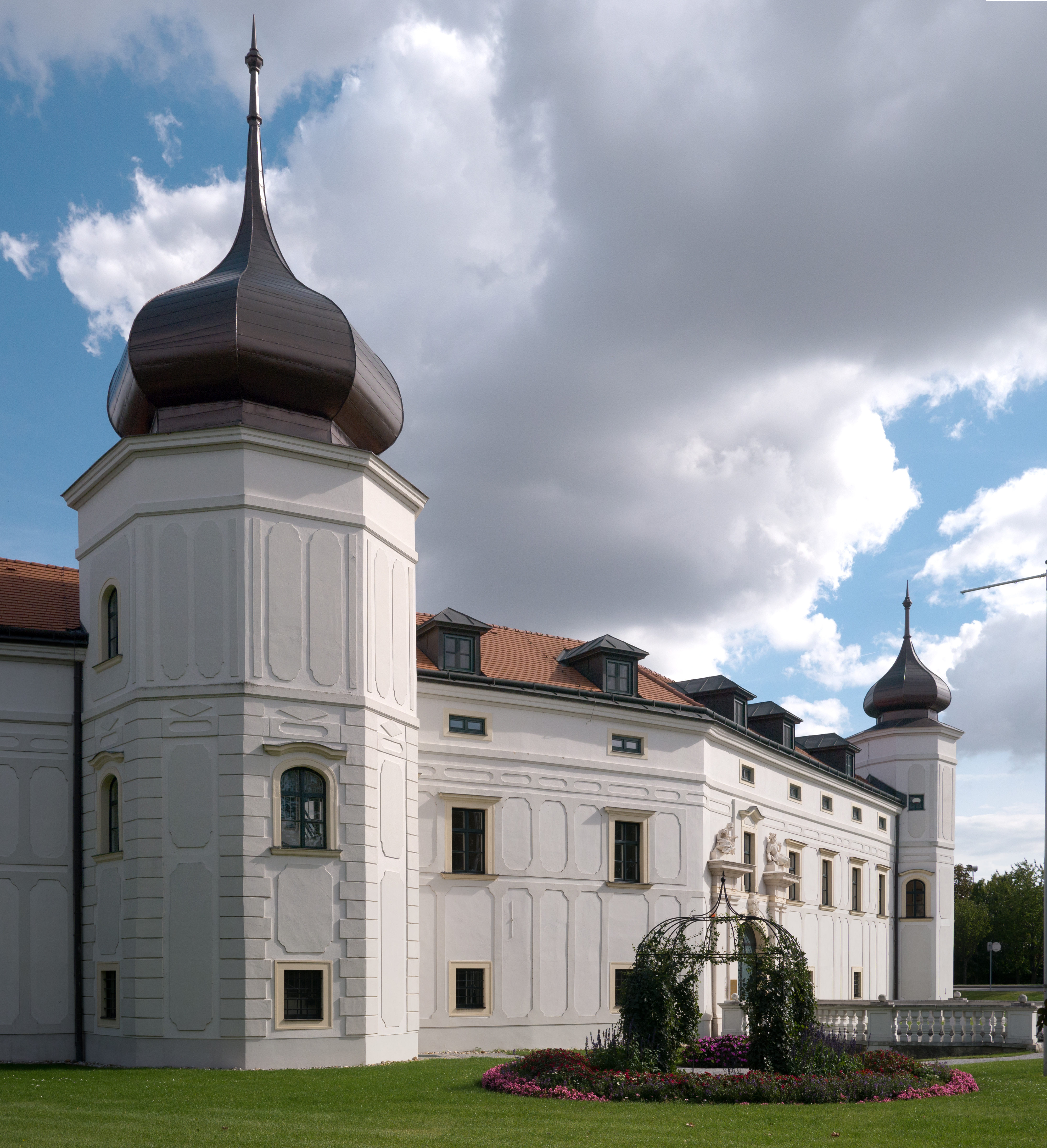
Feleségének Bécs melletti kastélya (Rothmühle Schloss)

1768 januárjában feleségül vette Anna Maria von Poscht, egy nála tíz évvel idősebb gazdag özvegyet, aki egy Bécs melletti kastély tulajdonos is volt. Mesmer Bécsben orvosként helyezkedett el. A nyarakat fényűző birtokán töltötte, és a művészetek mecénása lett.
Úgy tudni, hogy 1768-ban, amikor egy udvari cselszövés következtében elmaradt a 12 éves Mozart „La Finta Semplice” (K. 51.) című opera buffájának előadása, Mesmer saját kertjében adott helyet az ifjú Mozart „Bastien und Bastienne” (K. 50.) című művének bemutatására, bár Nissen, Mozart életrajzírójának állítása szerint nincs bizonyíték arra, hogy a koncert valóban meg lett tartva. Az azonban tény, hogy a zeneszerző korábbi pártfogójáról egy komikus utalással emlékezett meg „Così fan tutte” című művében.
1774-ben hallott Maximilian Hell (Hell Miksa) jezsuita pap és fizikus gyógyító sikereiről, amelyeket mágnesekkel ért el. Néhány saját kísérlet után arra a következtetésre jutott, hogy az általa is használt mágneses gyógyhatást nem a mágnesek okozták, hanem saját fizikai hatása.
Úgy vélte, hogy a betegségeket a test láthatatlan fluidumának elzáródása okozza, amelyet úgy lehet helyrehozni, hogy a pácienst transz állapotba hozzuk, ami helyreállítja a „folyadék” normális, egészséges áramlását. Kísérletezett a mágnesek használatával, de elvetette őket, mert arra a következtetésre jutott, hogy saját személyes mágnesessége hozta meg a kívánt eredményt. 
Nézeteit egy külföldi orvosnak írt levelében fektette le a kúráról (Bécs 1775) a szakmai világ számára és kikérte véleményüket. Csak egy választ kapott, ami rendkívül becsmérlő volt.
A bécsi orvosi kar nagyon kritikusan fogadta Mesmer nézeteit, és amikor Bécsben kórházat alapított a gyógymódjának, bár ezzel nagy sikert aratott, kialakult az ellentábor is. 1777-ben a császárné által összehívott szakértői bizottság megállapította, hogy Mesmer gyógyító módszere puszta csalás.

### Párizsban
1778. elején Mesmer ezért Párizsba költözött és itt bérelt egy lakást. Felesége viszont nem ment vele, úgy tűnik ez időtől külön éltek.
A bécsi nagykövetség segített neki egy praxis felállításában, és rendelőt nyitott a Place Vendôme-on, amely gyorsan népszerűvé és sikeressé vált.
1779-ben 27 vezérelvet fogalmazott meg az animal magnetizmus felfedezéséről szóló traktátusában.
1780-ra már több betege volt, mint amennyit egyénileg tudott kezelni, és létrehozta a "baquet" néven ismert csoportos kezelést. Egész Párizs beszélt róla. Sok betege a kezelés alatt furcsa érzéseket érzett és néhányan görcsökbe estek. Egy megfigyelő azt mondta, hogy Mesmer görcsöket okozhat, ha mozgatja a kezét, anélkül, hogy hozzáérne a beteghez.
Ő maga keveset írt, de szerzett tanítványokat, akik csodálattal írtak róla. Híres követői és tanítványai voltak Mária Antónia királyné  vagy Lafayette arisztokrata.
1784-ben XVI. Lajos vizsgálóbizottságot állított fel, amelynek tagjai között volt Antoine Lavoisier kémikus, Jean-Sylvain Bailly csillagász és Joseph Ignace Guillotin, (az orvos, akiről a guillotine a nevét kapta), az elnök pedig Benjamin Franklin amerikai nagykövet volt. A bizottság nem beszélt Mesmerrel vagy egyetlen páciensével sem, hanem arra összpontosított, hogy valóban létezik-e a mesmerizmus láthatatlan anyaga. Arra jutottak, hogy nincs bizonyíték az ilyen láthatatlan anyagra vagy erőre, és hogy a hatások a páciensre az egyén képzeletének tulajdoníthatók, és károsak lehetnek.
A bizottság jelentése megrázó hatással volt Mesmerre. Felfedezett valami fontosat, de soha nem értette meg rendesen, hogyan működik. Most elkezdett lassan visszavonulni. Bezárta párizsi klinikáját, felesége halála (1790) után egy időre visszatért Bécsbe, hogy elintézze az anyagiakat, majd Európában utazgatott. Az 1790-es években a svájci Thurgauban telepedett le.
1798-ban tért vissza Párizsba és 1801-ig itt és Versaillesban tartózkodott.

### Utolsó évek
1808-tól 1812-ig visszavonultan élt a svájci Frauenfeldben, a Boden-tó déli partján. Itt még idős korában is rendszerint ingyenesen kezelte a környék szegény betegeit. Több orvos kereste fel és jelentetett meg róla és a rendszeréről művet.

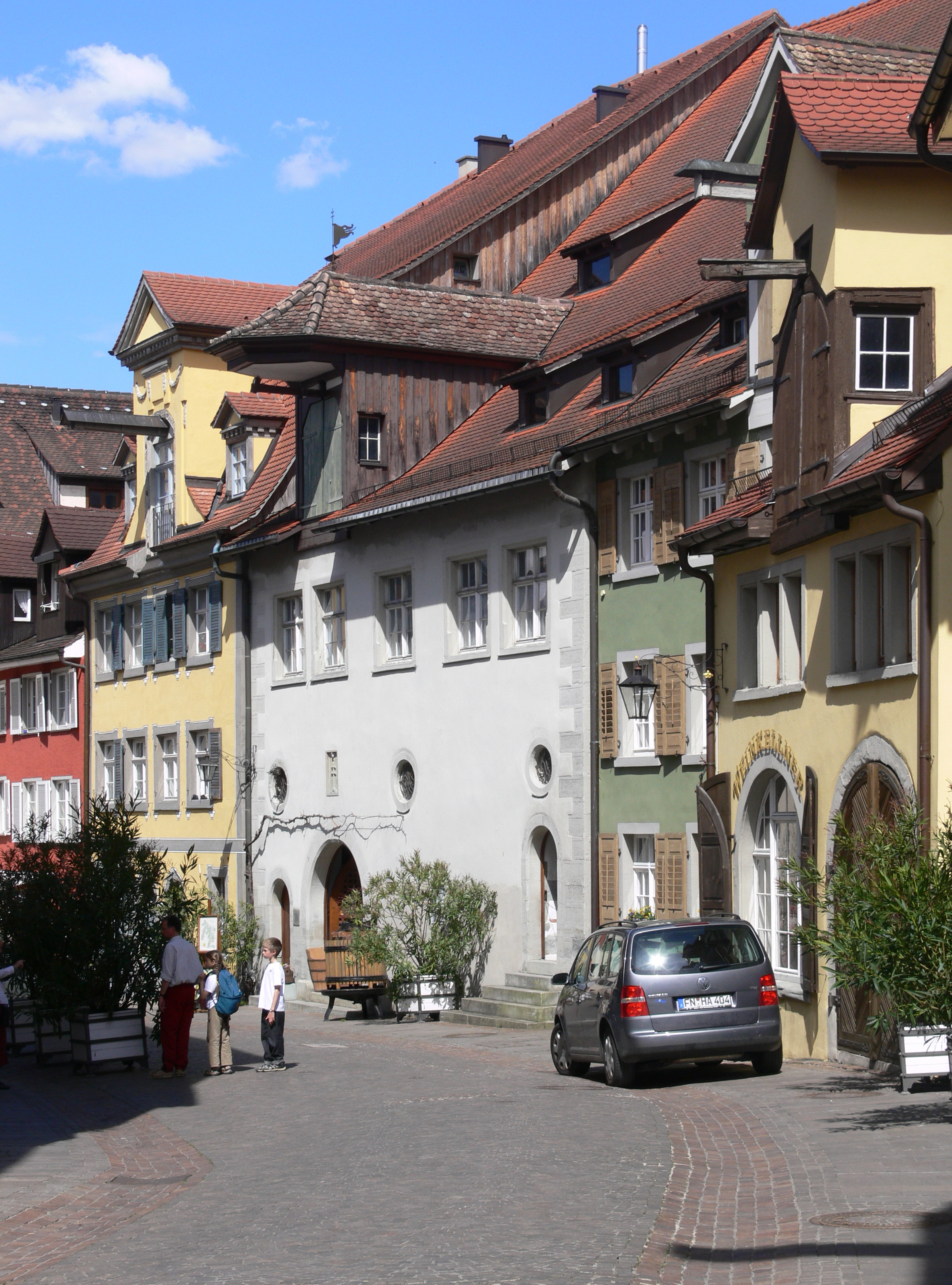
Meersburgi háza, ahol elhalálozott.

1808 decemberében visszatért Németországba és 1814-ig Konstanzban lakott.
1814 nyarától a Boden-tó melletti Meersburg környékén élt. 1815. február végétől betegeskedett és a következő hónap elején agyvérzésben elhunyt.

## Mesmer után
A magnétisme animal gyors elterjedése Európa-szerte heves vitákat váltott ki a jelenség eredetét illetően. Franciaországban három iskola jött létre a magyarázatára: a fluidikus, a spiritualisztikus (Chevalier de Barberin), és az experimentalista (De Puysegur). Mindezek mellett létrejött még egy az imagináció fontosságát hangsúlyozó iskola is.
Faria abbé, egy indo-portugál szerzetes hangsúlyozta: „semmi sem származik az eljárást végző személyéből, hanem minden az alanyban, annak képzeletében történik, autoszuggesztió generálódik az elmében”.
Mai, tudományos nézetek alapján tagadhatatlan gyógysikerei szuggesztív hatásra vezethetők vissza, azaz a páciensek pszichéjére hatott (placebohatás), míg a mesmerizmus többi eleme pedig sarlatánság volt.
A mesmerizmus azonban nem tűnt el teljesen. Egyes elméletei ma is megtalálhatók más energiaterápia változatokban, amely főleg a hagyományos ázsiai orvoslásból kölcsönöz. Így hagyták el a kortárs mágnesezők a fluidum szót, amit szívesen helyettesítenek az indiai pránával vagy a kínai csivel. A 20. század végén például a Therapeutic Touch  technikájának fejlődése volt megfigyelhető az USA-ban, amely magába foglalja a mesmerizmus számos elemét.

## Emlékezete

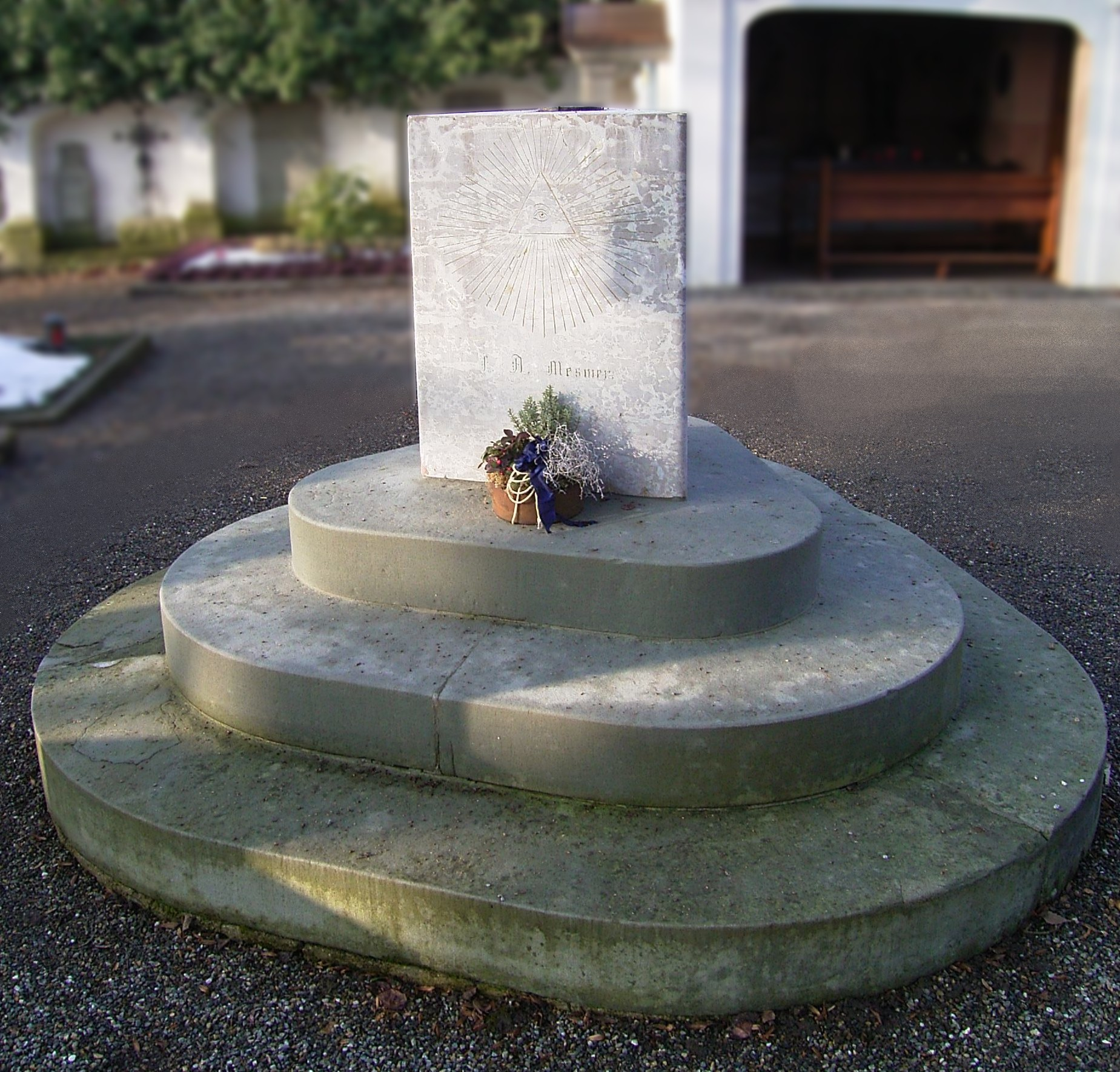
Síremléke a meersburgi temetőben

- 1931-ben Stefan Zweig: Die Heilung durch den Geist : (Mesmer, Mary Baker-Eddy, Freud) címen írt biográfiát a 18-19-20. századi orvosokról; magyar nyelven: A lélek orvosai; ford. Szegő István, Kovács György, Horváth Zoltán, 1943
- 1967-ben A Léleklátó címen Raffay Ádám regényt írt Mesmer életéről. (A léleklátó : Mesmer doktor életregénye / Raffy Ádám. Budapest : Szépirodalmi K., 1967. 379 p.)
- 1994-ben Mesmer címmel film készült a tudósról, melynek forgatókönyvírója Dennis Potter, rendezője Roger Spottiswoode, főszereplője Alan Rickman

## Fordítás
- Ez a szócikk részben vagy egészben a Franz Mesmer című angol Wikipédia-szócikk fordításán alapul.  Az eredeti cikk szerkesztőit annak laptörténete sorolja fel. Ez a jelzés csupán a megfogalmazás eredetét és a szerzői jogokat jelzi, nem szolgál a cikkben szereplő információk forrásmegjelöléseként.